# حزب هويلا الجديدة والليبرالية
هويلا الجديدة والليبرالية (بالإسبانية: Huila Nueva y Liberalismo) هو حزب سياسي إقليمي في كولومبيا، وثيق الصلة بالحزب الليبرالي الكولومبي. وفي الانتخابات التشريعية التي أجريت في 12 آذار / مارس 2006، فاز الحزب بمقعدين في مجلس النواب